# Abhazia

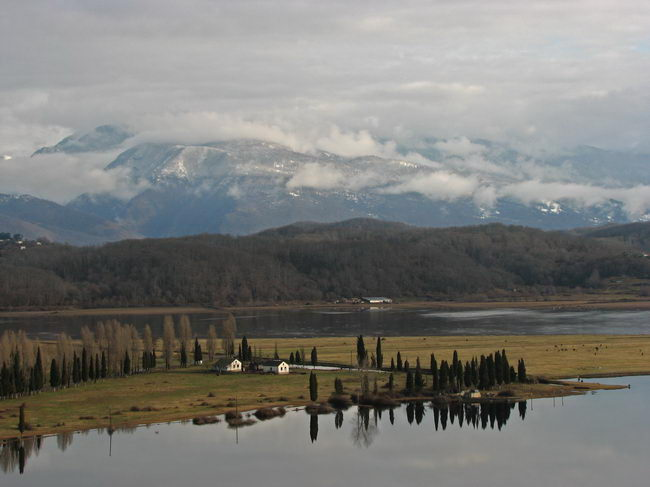
Abkhazia

Abhazia este o republică autonomă în nord-vestul Georgiei, autoproclamată independentă, situată între țărmul Mării Negre și vestul Munților Caucaz, creată la 4 martie 1921. Predomină exploatarea cărbunelui, industria materialelor de construcții și prelucrarea lemnului și a peștelui. Comerțul este bazat pe citrice, tutun, ceai și mătase.

## Populație
Ultimul recensământ sovietic din 1989 a consemnat aici 525.061 de persoane, din care 48% georgieni și 17 % abhazi, restul fiind alcătuit din ruși, greci, armeni ș.a. În urma războiului de secesiune au fost ucise sau expulzate 250.000 persoane, din care ca. 200.000 georgieni. Conform recensământului din 2005 au fost numărate în Abhazia doar 215.972 de persoane, din care 44% abhazi, 21% georgieni, 12% ruși ș.a.
Religia predominantă este creștin ortodoxă (abhazi, ruși, georgieni), apostolică armeană și minoritar musulmană.

## Istorie
Între secolele al 9-lea și al 6-lea î.e.n., teritoriul actual al Abhaziei făcea parte din regatul Colchid (Colhida). În anul 63 î.e.n., acest regat a fost absorbit de Regatul Egrisi, cunoscut de bizantini sub numele de "Lazica", respectiv de persani sub numele "Lazistan", după numele tribului Laz din zonă.
Între anii 1000 și 550 î.e.n., grecii au întemeiat colonii pe țărmul Mării Negre în zona Abhaziei, de exemplu la Pitiunt (azi Pițunda) and Dioscurias (capitala de azi a Abhaziei, Suhumi).
Imperiul Roman a cucerit Egrisi în secolul 1 e.n. și l-a administrat până în secolul al 4-lea, când acesta a devenit în mare măsură independent, dar a rămas în sfera de influență a Bizanțului.

### Independența
După Revoluția Rusă din 1917 a fost creată o Georgie independentă, care integra Abhazia în teritoriul său. În 1921 însă, Armata Roșie a invadat zona și a pus capăt independenței acesteia. Ulterior, Abhazia a devenit Republică Sovietică Socialistă (RSS), cu statut ambiguu (asociată cu RSS Georgiană). În 1931, Stalin i-a acordat autonomie, sub titulatura de RSS Autonomă Abhază în cadrul RSS Georgiană.

Abhazia și-a declarat independența față de Georgia în anul 1992. Războiul de independență s-a soldat cu numeroase victime în perioada 1991-1994. În august 2008, armata georgiană a încercat să recâștige controlul asupra Abhaziei, fapt ce a determinat intervenția rapidă a forțelor militare ruse, georgienii fiind nevoiți să se retragă în numai 6 zile. La 26 august 2008, președintele Rusiei, Dmitri Medvedev, a declarat că guvernul de la Moscova recunoaște oficial independența celor două republici separatiste, Osetia de Sud și Abhazia. La 6 luni după recunoașterea independenței Abhaziei, ea nu a fost recunoscută decât de Nicaragua.

Articol principal: Purificarea etnică a georgienilor din Abhazia

## Geografie

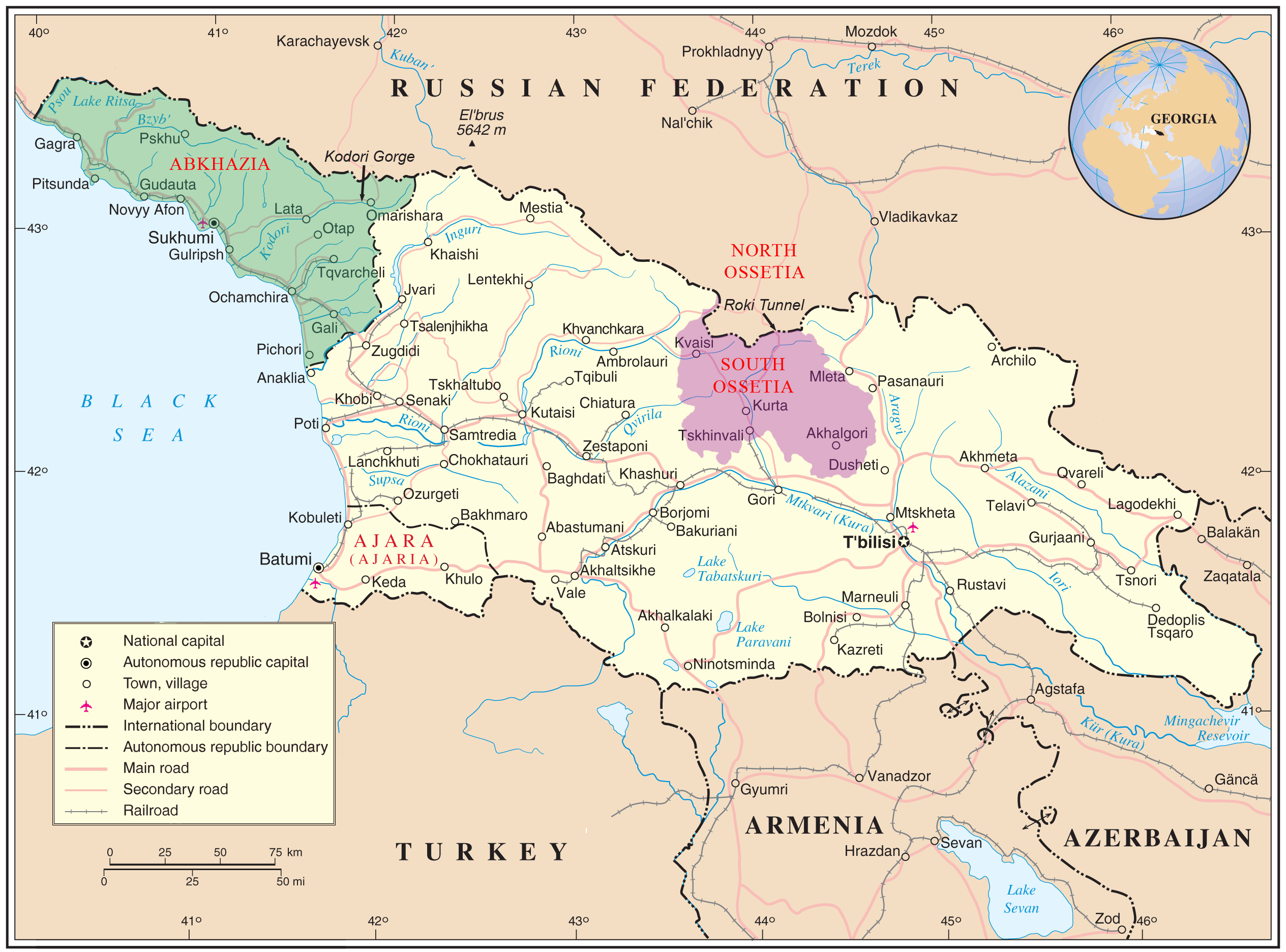
Amplasarea pe harta Georgiei. Osetia de Sud și Adjaria sunt și ele vizibile.

Abhazia se întinde pe o suprafață de 8600 km². Munții Caucaz la nord și nord-est formează granița cu Federația Rusă. La est și sud-est, Abhazia se învecinează cu regiunea Georgiană Samegrelo-Zemo Svaneti, iar la sud și sud-vest cu Marea Neagră.
Abhazia este o zonă în principal muntoasă. Lanțul Caucazului aflat în nordul regiunii formează câteva masive – Gagra, Bzyb și Kodori – care o împart în văi adânci, puternic irigate. Cele mai înalte vârfuri ale Abhaziei sunt în nord-est și est, câteva din ele depășind 4000 metri. 
Cea mai adâncă peșteră cunoscută, peștera Voronya (având și numele de peștera Krubera, sau Peștera Ciorilor), se află în Caucazul de Vest pe teritoriul Abhaziei. Cea mai recentă măsurătoare (din noiembrie 2010) indică o diferență de altitudine de 2191 de metri între cel mai ridicat și cel mai scăzut punct explorat al peșterii, și o lungime de aprox. 16 km.

Districtele Abhaziei

### Diviziuni administrative

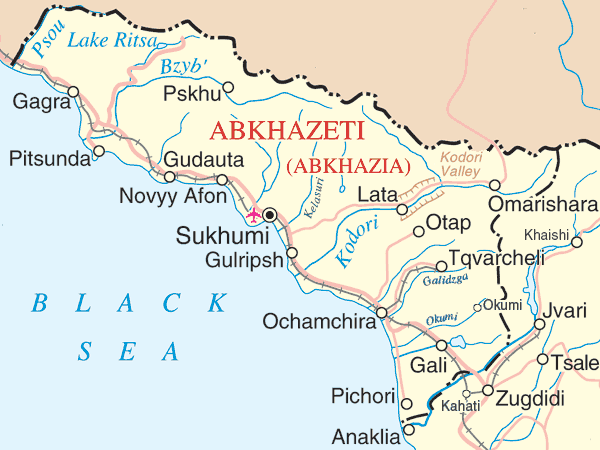
Harta Abhaziei

1. Gagra
2. Gudauta
3. Suhumi
4. Gulripsh
5. Ochamchira
6. Tquarchal
7. Gali

## Orașele din Abhazia
- Anacopia / Akhali Atoni
- Gagra
- Gali
- Gudauta
- Ochamchire
- Pițunda (din 2007)[5]
- Suhumi
- Tq'varcheli